# Jan Filipowicz (biskup)
Jan Filipowicz herbu Pobóg (ur. 1480, zm. 1537) – kaznodzieja, biskup kijowski, sekretarz królewski. 
Studiował w Bolonii. Od 1508 roku pisarz łaciński litewskiej, następnie członek Rady Wielkiego Księstwa Litewskiego i kanonik wileński, a później kustosz kapituły. W roku 1519 został biskupem kijowskim.
Pochowany w katedrze Św. Stanisława i Św. Władysława w Wilnie.